# Quenazites
Els quenazites van ser una tribu suposadament cananea descendent de Quenaz (fill d'Elifaz i net d'Esaú) que es va associar amb els hebreus i van acabar formant part de la tribu de Judà. Es mencionen al llibre del Gènesi, quan Jahvè va concloure la seva aliança amb Abraham, però no se'ls troba entre els altres habitants de Canaan a les llistes de l'Èxode i al Llibre de Josuè.
Segons la Bíblia, durant l'Èxode del poble jueu, els quenazites es van unir al poble d'Israel quan Jefunnè i els seus fills es van integrar a la tribu de Judà.